# Estero Copa
Estero Copa es una localidad en la comuna de Aysén, Provincia de Aysén, Región de Aysén, Chile. Se encuentra ubicada entre los pueblos de Puerto Aguirre y Caleta Andrade, emplazados en el litoral sur de la Isla Las Huichas, archipiélago de Islas Huichas, Canal Ferronave, contiguo al Canal Moraleda, entre la boca del Fiordo de Aysén (al S) y el Canal Puyuhuapi (al N), en las coordenadas 45°09′09″S 73°31′00″O / -45.15250, -73.51667. Allí, Estero Copa, Caleta Andrade y Puerto Aguirre conforman una pequeña conurbación que comparte una costa de menos de 3 km lineales de largo. De los tres pueblos, Estero Copa (con unas 30 casas, sede social y la capilla Nuestra Señora del Carmen) es el más pequeño. Los habitantes, como los del conjunto de la isla, se dedican prioritariamente a la pesca artesanal y la salmonicultura. En el conjunto de la conurbación, que suele ser llamada genéricamente "Puerto Aguirre" o "Las Huichas", habitan 1850 personas (estimación 2012 del INE). Existió una planta conservera en Estero Copa, instalada por el empresario santiaguino Rubén Vásquez, que en 1978 ya había sido abandonada y se encontraba en estado ruinoso.

## Medios de comunicación
En Puerto Aguirre, Estero Copa y Caleta Andrade solo existen tres radios que emiten señal, también se pueden ver a través de Televisión abierta los cuatro canales principales del País (3 de ellos en TV digital a partir de 2024).

### Radioemisoras
- 88.5 MHz - Radio Nahuel (local, Puerto Aysén e Isla de Chiloé)
- 89. 3 MHz- Radio al Sur

- 107.1 MHz - Brisas del Sur

### Televisión
- 7 - TVN
- 9 - Mega
- 11 - Chilevision
- 13 - Canal 13

#### TDT (a partir de 2024)
- 7.1 - TVN HD
- 7.2 - NTV
- 7.31 - TVN One Seg
- 11.1 - Chilevisión HD
- 11.2 - UChile TV
- 11.31 - Chilevisión One Seg
- 13.1 - Canal 13 HD
- 13.2 - T13 En Vivo
- 13.31 - Canal 13 One Seg

También se encuentra asignada esta señal, pero sin embargo, es posible que el canal pueda renunciar su concesión de televisión como lo que ha ocurrido en otras ciudades del país 
- 9.1 - Mega
- 9.2 - Mega 2
- 9.31 - Mega One Seg